# أندريه أكبان
أندريه أكبان (بالإنجليزية: Andre Akpan) هو لاعب كرة قدم أمريكي في مركز الهجوم، ولد في 9 ديسمبر 1987 في غراند براري في الولايات المتحدة. شارك مع منتخب الولايات المتحدة تحت 20 سنة لكرة القدم. أما مع النوادي، فقد لعب مع تامبا باي راوديز وكولورادو رابيدز ونيو إنغلاند ريفولوشن ونيويورك ريد بولز.

## وصلات خارجية
- أندريه أكبان على موقع الاتحاد الدولي (مؤرشف)  (الإنجليزية)
- أندريه أكبان على موقع الدوري الأمريكي (الإنجليزية)
- أندريه أكبان على موقع قاعدة بيانات كرة القدم.إي يو (الإنجليزية)
- أندريه أكبان على موقع Soccerway.com (الإنجليزية)